# Ясенски проход

Ясенският проход (или Химитлийски проход) е планински проход (седловина) в централната част на Средна Стара планина между Калоферска планина на запад и Шипченска планина на изток в Община Казанлък и Община Павел баня, област Стара Загора и Община Севлиево, област Габрово.
Проходът е с дължина 21,5 km, а надморската височина на седловината – 1310 m и свързва северозападната част на Казанлъшката котловина при село Ясеново с долината на река Росица (ляв приток на Янтра) при село Угорелец.
Проходът започва на 513 m н.в. в северозападната част на село Ясеново и като чакълиран камионен път се изкачва на север по долината на река Лешница (ляв приток на Тунджа). След 14,3 km пътят достига седловината североизточно от връх Корита на 1310 m н.в. и свършва. От там започва пътека, която се спуска по северния склон на Средна Стара планина и след 2,5 km достига до горски пункт в най-горното течение на река Зелениковец (десен приток на река Росица). Оттук надолу по долината на реката, отново като камионен път след 4,7 km завършва на 530 m н.в. в южната част на село Угорелец на брега на река Росица.
Преминаването през прохода е трудно (зимата невъзможно) и може да се ползва само от автомобили с висока проходимост и то главно в южния и северния участък, където има камионни пътища.
През зимата на 1877 – 1878 г., по време на Руско-турската освободителна война през прохода преминава част от западния отряд на руската армия, която заедно с източния отряд преминал през прохода Хаинбоаз удрят и разбиват турската армия на Вейсел паша в района на село Шейново, охраняваща южните подстъпи на Шипченския проход.

## Други
На Химитлийския проход е наречена улица в квартал „Гоце Делчев“ в София (Карта).

## Топографска карта
- Лист от карта K-35-39. Мащаб: 1 : 100 000.